# Ministrowie ds. Galicji przy rządzie Cesarstwa Austriackiego

## Ministrowie ds. Galicji przy rządzie cesarskim w Wiedniu
- 11.04.1871 – 22.11.1871 – Kazimierz Grocholski (p.o.)
- 21.04.1873 – 11.10.1888 – Florian Freiherr Ziemiałkowski
- 11.10.1888 – 12.11.1892 – Filip Zaleski
- 11.11.1893 – 29.09.1895 – Apolinary Jaworski
- 29.09.1895 – 17.01.1897 – Leon Biliński (p.o.)
- 17.01.1897 – 30.11.1897 – Edward Rittner
- 30.11.1897 – 16.12.1897 – wakat
- 16.12.1897 – 5.03.1898 – Hermann Loebl
- 5.03.1898 – 2.10.1899 – Adam Jędrzejowicz
- 2.10.1899 – 18.01.1900 – Kazimierz Chłędowski
- 19.01.1900 – 05.1906 – Leonard Piętak
- 2.06.1906 – 9.11.1907 – Wojciech Dzieduszycki
- 9.11.1907 – 3.03.1909 – Dawid Abrahamowicz
- 3.03.1909 – 9.01.1911 – Władysław Dulęba
- 9.01.1911 – 19.11.1911 – Wacław Zaleski
- 19.11.1911 – 28.12.1913 – Władysław Długosz
- 28.12.1913 – 2.01.1914 – wakat
- 2.01.1914 – 21.10.1916 – Zdzisław Dzierżykraj-Morawski
- 21.10.1916 – 23.06.1917 – Michał Bobrzyński
- 23.06.1917 – 25.07.1918 – Juliusz Twardowski
- 25.07.1918 – 30.10.1918 – Kazimierz Gałecki